# Estação Mascarenhas de Moraes
A Estação Mascarenhas de Moraes é uma das estações do VLT da Baixada Santista, situada em São Vicente, entre a Estação Barreiros e a Estação São Vicente. É administrada pela ARTESP.
Foi inaugurada em 6 de junho de 2014. Localiza-se no cruzamento da Avenida Martins Fortes com a Rua Saulo de Castro Bicudo. Atende o bairro da Esplanada dos Barreiros, situado na Área Insular da cidade.